# Protohistoria de Irlanda
Se puede decir que Irlanda vivió un período protohistórico, cuando, en la prehistoria, las culturas letradas de Grecia y Roma tuvieron conocimiento de su existencia, y un periodo proto-literario de epigrafía ogámica, antes de que comenzara el periodo histórico en el siglo V. Se han hecho intentos de reconstruir los acontecimientos políticos de esta época basándose en los textos irlandeses alto-medievales.

## Irlanda en la literatura Clásica